# Batomys dentatus
Batomys dentatus es una especie de roedor de la familia Muridae.

## Distribución geográfica
Son endémicos de los montanos de Luzón (Filipinas). 

## Hábitat
Su hábitat natural es: clima tropical o clima subtropical bosques áridos.